# 川木香
川木香（学名：Dolomiaea souliei）是菊科川木香属的植物，是中国的特有植物。

## 形态
多年生草本，圆柱形粗壮的根。披针形叶片成莲座状，羽状中裂或浅裂，有锯齿，基部有小裂片，上面被短伏毛，下面疏被长伏毛和蛛丝状毛，有腺点，上部叶为苞片状。头状花序密生枝顶，全部为紫色管状花。

## 分布
分布在中国大陆的四川、西藏等地，生长于海拔3,700米至3,800米的地区，多生长在高山草地和灌丛中，目前尚未由人工引种栽培。

## 异名
- Dolomiaea souliei (Franch.) Shih var. cinerea (Ling) ?
- Dolomiaea souliei (Franch.) Shih var. mirabilis (Anth.) Shih
- Vladimiria souliei (Franch.) Ling
- Vladimiria souliei (Franch.) Ling var. cinerea Ling

## 外部連結
- 川木香 Chuanmuxiang （页面存档备份，存于） 藥用植物圖像數據庫 (香港浸會大學中醫藥學院) （中文）（英文）
- 川木香 中藥材圖像數據庫  (香港浸會大學中醫藥學院) （中文）（英文）
- 川木香 Chuan Mu Xiang （页面存档备份，存于） 中藥標本數據庫 (香港浸會大學中醫藥學院) （繁體中文）（英文）